# 개구리 중사 케로로 - 최종병기 키루루입니다
《개구리 중사 케로로 - 최종병기 키루루입니다》(일본어: 超劇場版ケロロ軍曹, 번역 : 초극장판 케로로 군조)는 2006년 제작된 일본의 애니메이션 영화로 케로로 군조 시리즈의 최초 극장 영화작품이다.
상영시간은 60분, 동시 상영된 영화는 '진심의로 성실히 해결!! 조로리의 수수께끼 보물 대작전'이다.
가도카와헤럴드영화 배급으로 2006년 3월 11일에 일본에서 개봉하였고, 최종 흥행 수입은 약 6억엔이다. 봄 방학과 골든 위크가 있는 날에 상영되어 큰 관객을 끌어모으는데 성공했다. 이후 같은 해 8월 25일에 DVD화되어 일반적으로 발매되었다.
일본 외에 타이완, 홍콩, 대한민국에 수출되었고, 대한민국에는 무비센트가 수입하여 2006년 5월 4일 현지화를 진행한 한국어 더빙으로 극장 개봉되었다. 더빙 성우진은 TV 시리즈 개구리 중사 케로로의 성우진이 그대로 참여했다. KOBIS 통계에 따르면 전국 37개 극장에서 상영되었으며 78,886명이 관람하여 4억 5068만 6천 5백원의 매출을 기록하였다.

### 줄거리
건담 프라모델을 사서 돌아오던 케로로와 후유키는 이상한 사당을 발견했다. 케로로는 새로 산 프라모델을 무사히 잘 만들게 해달라는 소원을 빌려다 손에 든 100엔 짜리 동전을 떨어뜨럈는데 동전이 사당의 안티베리어의 힘으로 순식간에 사라져 버렸다. 케로노는 100엔을 찾겠다며 무작정 안티베리어 공간으로 뛰어들었고 같이 좀 찾아달라는 말에 결국 후유키까지 뛰어들게 됐다. 케로로는 동전 찾기에만 열중하는 반면, 후유키는 사당 공간 가운데 놓여진 반원구 모양에 고대문자가 새겨진 바위를 발견한다.
바위 안에는 무척이나 오래된 벽화들이 새겨져 있었고 오컬트 덕후였던 후유키는 알려지지 않은 유적이 틀림없다며 휴대폰부터 꺼내들었다. 바로 그때, 뒤따라 들어온 케로로가 바닥에 버려진 100엔을 주웠는데 그때 위에 걸려있던 정체모를 수정을 깨뜨리고 말았다. 케로로는 당황하며 프라모델을 살때 같이 산 접착제를 붙인 다음 뒤도 안돌아보고 사당을 빠져나왔는데 실수로 조각 하나를 가지고 나와버렸다. 케로로는 조각을 버려놓고는 도망치듯 집으로 향했다.
그런데 이날 이후부터 이상한 일이 생겼다. 온 세상 사람들 이마에는 빨간 X표가 새겨졌고 서로 텔레파시를 하는 유행이 생긴것이다. 하지만 유행도 잠시, 곧 사람들의 마음속에는 절망감이 차기 시작했고 사람 만드는 일도 피하고 은둔생활을 즐기기 시작했다. 결국 도시 전체가 기능이 마비되는 지경에 이르렀다. 그때 히나타 가에 미라라라는 케론군 고대무기 연구가가 나타나면서 모든 사건의 원인이 밝혀졌다.
원인은 케로로와 후유키가 사당에서 수정을 깨뜨리면서 봉인이 풀려난 하얀괴물. 그것은 고대 케론군이 봉인해둔 궁극의 최종병기 키루루였고 인간의 마이너스 에너지를 흡수해 괴수로 자라는 것이었다. 하지만 케로로 소대와 그들의 인간 파트너는 침략자와 침략당하는 지구인 신분이라는 처지를 극복하지 못하고 사이가 틀어지고 만다.

## 등장인물
- 키루루 (성우: 오다 케이스케 / 김정은(극장), 김영찬(투니버스))

고대 케론군이 개발한 최종병기. 트레이드마크는 X. 인간들의 몸에 X표를 새겨 마이너스 에너지를 흡수해 괴수로 성장한다. 비록 처음 작전은 실패했지만 이후 두 편의 후속작에서도 다른 형태로 나타나 지구를 침략하려고 했지만 번번이 케로로 소대에 의해 실패한다.
- 미라라 (성우: 이선(극장), 여민정(투니버스))

케론군 고대 무기 연구가. 히나타 가에 찾아와 키루루의 존재를 알리지만 이상하게 그녀의 언행은 케론인과 지구인의 갈등만 조장할 뿐이었다. 하지만 나중에 드러난 정체는 키루루의 제어장치. 그들이 키루루를 봉인할 수 있는지 시험을 하기 위해 일부러 분위기를 험악하게 만든것이었다.
참고로 극장 개봉판 성우 이선은 이 작품의 주인공과 이름이 비슷한 타 작품의 주인공 뽀로로를 맡은 바 있다.

## 나라별 개봉 크레딧

### 대한민국
- 더빙 연출 : 박소영
- 수입 : 무비센트
- 배급 : 롯데쇼핑㈜롯데시네마(롯데쇼핑㈜롯데엔터테인먼트 명의)
- 제공 : LINEHOLDINGS 홍진P&M
- 홍보/마케팅 : ㈜영화풍경
- 홈페이지 : S&H
- 광고디자인 : b.O.d
- 공식 사이트 : https://web.archive.org/web/20110402113919/http://www.keroro2006.com/

#### 목소리 출연
- 양정화 : 케로로 역
- 이미자 : 우주 역
- 김정은 : 키루루 역
- 이선 : 미라라 역
- 류점희 : 타마마 역
- 시영준 : 기로로 역
- 김장 : 쿠루루 역
- 강수진 : 도로로 역
- 정미숙 : 한별 역
- 이동은 : 홍미나 역
- 이현진 : 나라 역
- 이용신 : 모아 역
- 신용우 : 사빈 역
- 이인성 : 해설 역
- 소연 : 설화 역
- 김서영 : 설화 투니버스 더빙 역
- 김영찬 : 키루루 투니버스 더빙 역
- 여민정 : 미라라 투니버스 더빙 역